# شیموزوما رایرن
شیموزوما رایرن، شیموزوما ناکایوکی ((به ژاپنی: 下間頼廉 Shimozuma Rairen) معروف به شیموتسوما رایرن (下間頼廉) کشیش شین بودایی در معبد هونگان و اهل ژاپن بود. او بین سال‌های 1570 و 1580 از محاصره ایشیاما هنگان جی دفاع کرد. در آن زمان معبد با اودا نوبوناگا درگیری داشت. رایرن در پیمان صلح با نوبوناگا نقشی ایفا کرد و بعداً به منطقه تنمانگو نقل مکان کرد تا به هونگانجی کننیو و تویوتومی هیده یوشی خدمت کند.